# Świętajno Narckie

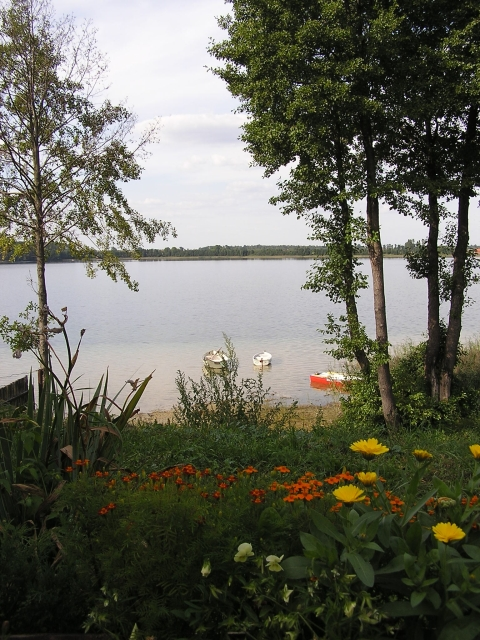
Jezioro Narty od strony wsi Narty

Świętajno Narckie (Świętajno k. Nart, Narty, Narckie) – jezioro w Polsce, niedaleko wsi Narty, w województwie warmińsko-mazurskim, w powiecie szczycieńskim, w gminie Jedwabno.

## Dane
- Powierzchnia: 175 ha
- Wysokość tafli wody: 138,8 m n.p.m.
- Długość: 2,2 km
- Szerokość: 1,2 km
- Maksymalna głębokość: 30,5 m
- Średnia głębokość: 11 m
- Przejrzystość wody latem: 4–6 m
- Typ: sielawowy
- Jezioro otwarte, połączone rowem z Jeziorem Brajnickim

## Opis
Owalne jezioro z osią wschód – zachód. Brzegi pagórkowate, na przemian płaskie i strome. Od północnego zachodu otacza je las, od innych pola i łąki. Wzdłuż południowego brzegu ciągnie się wieś Narty i zabudowa letniskowa.
Na południu szosa Szczytno-Nidzica i wieś Narty. Od wschodu droga gminna prowadząca z Warchał do Brajnik oraz liczne obiekty rekreacyjne, pola namiotowe i parkingi. Jezioro leży w skupisku kilku jezior, z których największe to Warchały i Brajnickie
Dno i partie przybrzeżne jeziora są twarde – piaszczyste lub żwirowo-piaszczyste, bez większych nalotów mułu, dno części północno-wschodniej – muł z gliną. Ławica przybrzeżna od strony zachodniej jest długa i stopniowo opadająca w kierunki środka jeziora, zaś przy brzegach wyższych – krótsza. Roślinność wodna jest rozwinięta w niewielkim stopniu, tylko niektóre partie jeziora porośnięte są twardą roślinnością wynurzoną – oczeretami. Roślinność zanurzona jest słabo rozwinięta, występuje jedynie wzdłuż oczeretów i górek podwodnych.
Dojazd drogą krajową nr 58 ok. 15 km od Szczytna w kierunku Nidzicy.
W związku ze zjawiskiem suszy hydrologicznej, w okresie 2020–2025 poziom wody w jeziorze obniżył się o około 60 cm.

## Turystyka
- Nurkowanie – piaszczyste, wolno opadające dno;
- Wędkarstwo – jezioro jest typu sielawowego, występują tu takie gatunki ryb jak: szczupak, miętus pospolity, okoń, sielawa, płoć, węgorz, leszcz, karp, wzdręga i lin.

## Nazwa
Główny Urząd Geodezji i Kartografii za podstawową nazwę uznaje Świętajno Narckie. Istnieją także inne jeziora o nazwie Świętajno, wszystkie położone w województwie warmińsko-mazurskim i dla odróżnienia zwane jest także Świętajno k. Nart lub po prostu Narty, Jezioro Narckie (od miejscowości, przy której się znajduje). Niemieckie nazwy używane dawniej to: Schwentaino See, Narth See, Nart.